# Bokovo-Hrustalne
Vahrușeve (în ucraineană Вахрушеве) este un oraș raional din orașul regional Krasnîi Luci, regiunea Luhansk, Ucraina. În afara localității principale, nu cuprinde și alte sate.

## Demografie
Componența lingvistică a orașului Vahrușeve
     Rusă (82,6%)
     Ucraineană (13,17%)
     Alte limbi (0,2%)
Conform recensământului din 2001, majoritatea populației orașului Vahrușeve era vorbitoare de rusă (82,6%), existând în minoritate și vorbitori de ucraineană (13,17%).